# 슈테판 빙켈만
슈테판 빙켈만(독일어: Stephan Winkelmann, 1964년 10월 18일 ~ )은 2020년 12월 1일부터 오토모빌리 람보르기니 S.p.A.의 회장이자 최고경영자인 독일의 자동차 경영인이다.

## 삶
어린 시절, 빙켈만은 그의 아버지가 유엔의 유엔식량농업기구(FAO)에서 외교관으로 일했기 때문에 부모님과 함께 베를린에서 로마로 이주했다. 슈테판 빙켈만은 그곳에서 거의 20년 동안 살았고 현지 독일 학교를 졸업했다. 그 후 그는 정치학을 공부하기 시작하여 1991년 뮌헨에서 M. A. 학위를 취득했다. 학업 중 빙켈만은 칼프, 나골트, 알텐슈타트에 있는 독일 연방방위군의 낙하산병으로 2년간 복무했으며 예비대 중위 계급에 도달했다.

## 경력
그는 1990년 독일 금융 서비스 제공업체인 MLP에서 전문 경력을 시작했다.

### 알파 로메오 & 피아트
1993년부터 빙켈만은 자동차 산업에 뛰어들어, 처음에는 뮌헨에서 메르세데스-벤츠의 판매 대리인으로 일했으며, 그 후 1994년부터 2004년까지는 피아트와 알파 로메오, 란차, 피아트 프로페셔널에서 각각 근무했다. 그곳에서 빙켈만은 마케팅 및 판매 관리 직책을 맡았으며, 처음에는 알파 로메오 독일 지부장으로, 그 다음에는 피아트 남부 지역 마케팅 총괄로 일했다. 1996년부터 1999년까지는 이탈리아에서 알파 로메오 156 출시와 함께 시작했다. 그 후 빙켈만은 여러 유럽 시장의 지역 관리자로 일하다가 오스트리아 판매 책임자로 임명되었고, 이후 피아트의 오스트리아 및 스위스 총괄 관리 이사가 되었다. 2004년, 빙켈만은 피아트 자동차 AG의 CEO로 독일로 자리를 옮겼다.

### 람보르기니

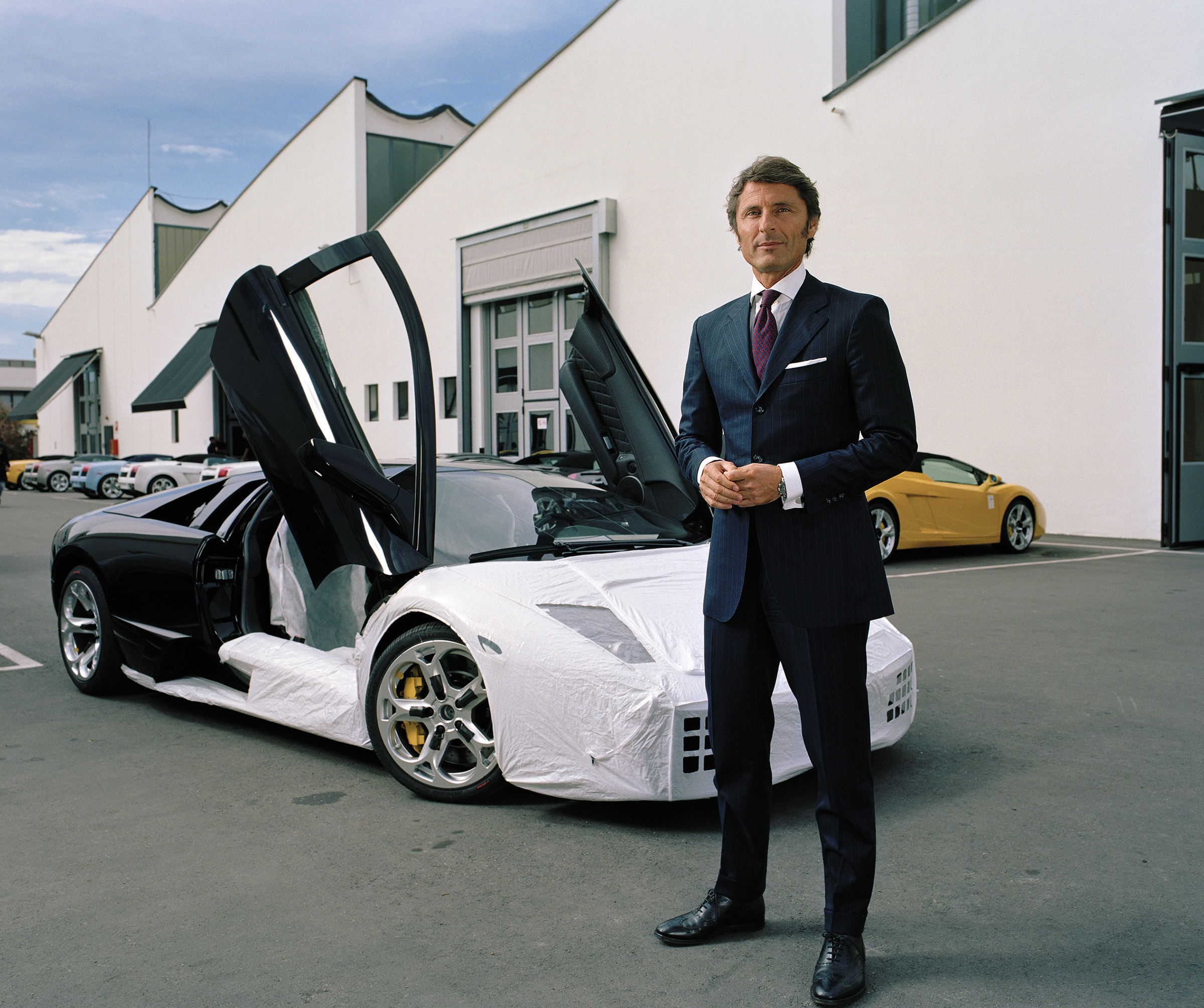
2007년 올리버 마크가 촬영한 산타가타볼로녜세의 람보르기니 공장 앞에서 찍은 슈테판 빙켈만

2005년 1월, 슈테판 빙켈만은 폭스바겐 그룹에 합류하여 산타가타볼로녜세에 있는 람보르기니의 사장 겸 최고경영자가 되었다. 2016년까지 그의 책임에는 새로운 가야르도, 무르시엘라고, 아벤타도르, 우라칸 모델뿐만 아니라 수많은 독특한 모델과 단종 모델의 출시가 포함되었다. 빙켈만의 지도 아래, 람보르기니는 2018년에 출시된 우루스 SUV도 개발했다. 2005년에서 2016년 사이에 람보르기니 차량 판매는 300% 증가했다.
2020년 말, 빙켈만이 12월 1일부터 부가티에서 그의 이전 역할과 함께 람보르기니의 수장을 다시 맡을 것이라고 발표되었다. 그는 2021년 1월 1일 포뮬러 1의 수장이 된 스테파노 도메니칼리의 뒤를 이었다. 빙켈만은 프랑스 고급 제조업체 협회인 콜베르 위원회(Comité Colbert)와 이탈리아 고급 브랜드 위원회인 알타감마(Altagamma)의 감독 이사회에도 참여하고 있다.

### 아우디 스포트
2016년 3월부터 빙켈만은 아우디 스포트 (이전 콰트로 GmbH)를 전무이사로서 이끌었다.

### 부가티
슈테판 빙켈만은 2018년 1월 1일부터 부가티의 회장이 되었다. 그는 5년간 이 직책을 맡았고 2017년 말 은퇴한 전임 회장 볼프강 뒤르하이머의 뒤를 이었다. 그가 취임한 이후 디보, 첸토디에치, 라 부아튀르 누아르, 볼리드와 시론 기반의 파생 모델들이 제작되었다.

## 수상 경력
2009년, 슈테판 빙켈만은 이탈리아 공화국 공로장 대장(Grande Ufficiale dell’Ordine al Merito della Repubblica Italiana) 훈장을 받았다.
이 상은 국제 자동차 시장에서 선도적인 위치를 확보한 이탈리아 브랜드를 다시 활성화하는 데 기여한 그의 헌신에 대한 헌사이다.
2013년, 빙켈만은 자동차 공학 분야에서 명망 있는 상인 Premio Internazionale BARSANTI e MATTEUCCI를 수상했다.
2014년 5월 22일, 슈테판 빙켈만은 이탈리아 공화국 공로장 최고 훈장인 대십자장을 받았다. 이 훈장은 이탈리아를 대표하는 가장 중요한 기업 중 하나의 리더로서 빙켈만이 이룬 가치 있는 성과에 대한 대통령령 "Motu Proprio"를 통해 수여되었다.